# Lineal

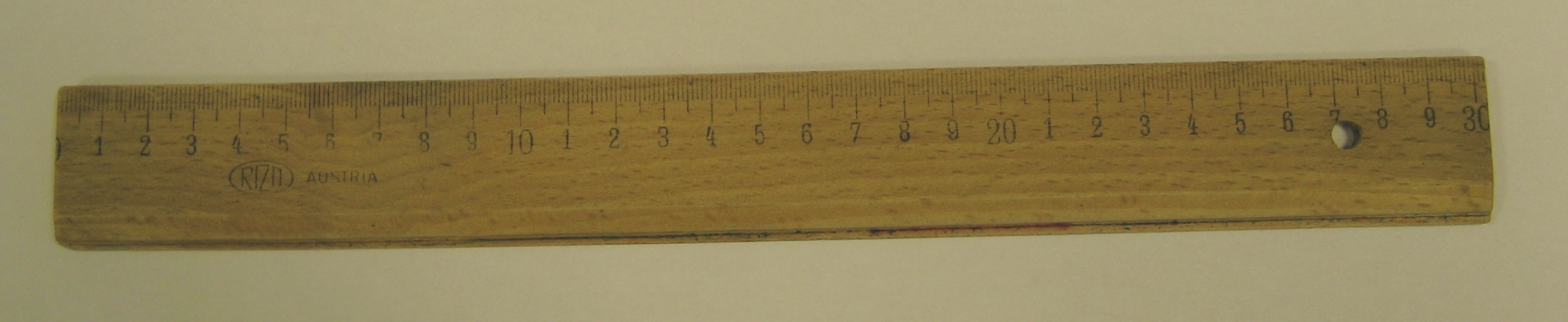
Einfaches Holzlineal (30 cm lang) mit Millimeterskala

Ein Lineal (auch Maßstab) ist ein Hilfsmittel zum Zeichnen von Linien. Die meisten Lineale dienen zum Zeichnen von Geraden, insbesondere von Strecken, sowie zur Messung von Streckenlängen. Für das Zeichnen von gekrümmten Linien gibt es Kurvenlineale z. B. für Splines oder Parabeln (Parabelschablone). Winkellineale dienen zum Abtragen von Winkeln.
Spezialfälle bzw. analoge Werkzeuge sind der Zollstock bzw. Meterstab, Messlatte und Nivellierlatte (Vermessungswesen), Dreikantmaßstab und Kantel, Geodreieck, Transversalmaßstab, Strichplatte und Glasmaßstab (Skale bei optischen Instrumenten), magnetische Inkrementalgeber, Streckenteiler.

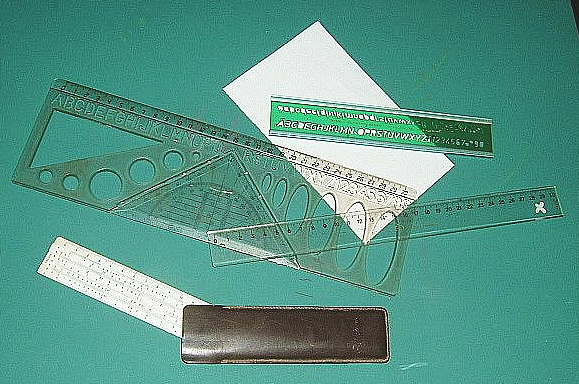
Verschiedene Lineale

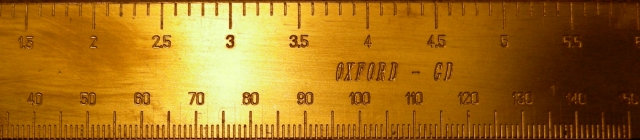
Metallmaßstab Zoll/Millimeter

## Aufbau und Material
Während frühe Lineale lediglich eine gerade Kante hatten, haben moderne Lineale meist auch eine Skale, mit der sich Längen messen lassen. Häufig werden auch auf beiden Seiten Skalen aufgebracht, teilweise in unterschiedlichen Maßeinheiten. Die Länge der Lineale kann sehr verschieden sein, Schüler benutzen meist Lineale aus Kunststoff (10–30 cm), in Betrieb und in der Werkstatt sind Lineale bis 100 cm nicht ungewöhnlich, im Maschinenbau sind auch Lineale bis 200 cm anzutreffen.
Für genauere geometrische Konstruktionen und Zeichnungen in Schule und Ausbildung werden meist durchsichtige Kunststofflineale verwendet, da diese ein genaueres Ziehen einer Linie ermöglichen. Das Material ermöglicht auch unter dem Lineal liegende Blattbereiche und Markierungen während des Zeichnens zu sehen. Das ist ein großer Vorteil gegenüber Linealen aus Holz oder Metall, der gerade beim technischen Zeichnen zum Tragen kommt. Lineale zum Zeichnen besitzen auf der Unterseite meist entweder kleine Noppen oder einen entlang der gesamten Kante entlanglaufenden Rücksprung. Dies soll verhindern, dass die andernfalls auftretenden Kapillarkräfte die Tusche oder Tinte unter das Lineal saugen.
Manche Lineale verfügen in ihrem Inneren außerdem über Öffnungen unterschiedlicher Gestalt (Kreise, Ellipsen etc.), die als Schablone dienen. Derartige Werkszeuge sind als Kombination von Lineal und Schablone zu bezeichnen.

## Zeichnen
Das Zeichnen der Linie erfolgt, indem das Lineal entsprechend an bestimmte Punkte der Zeichenfläche angelegt wird und dann mit dem Stift die Kante des Lineals abgefahren wird. Dadurch wird die Form der Kante als Linie auf das Papier übertragen.

## Produktion und Werkstatt
In der Metallverarbeitung und in anderen Bereichen des Handwerkswesens kommen auch Metalllineale, meistens aus flexiblem Stahl zum Einsatz. Diese sind robuster und die Schnittkanten sind verschleißfester. In der Bildeinrahmung und beim Buchbinden werden dagegen eher feste Lineale aus Stahl oder Aluminium genutzt.

### Stahlmaßstab

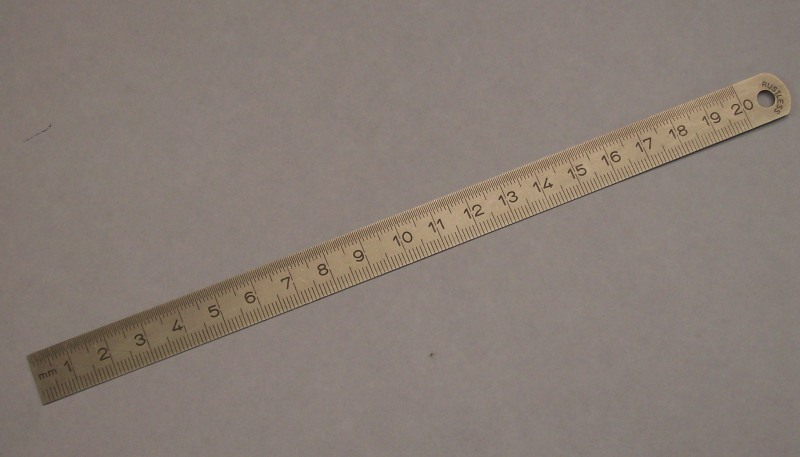
Stahlmaßstab

Ein Stahlmaßstab ist ein aus meist rostfreiem Stahl gefertigter, steifer und dennoch flexibler Maßstab mit Längeneinteilung. Die Skalen und Ziffern sind eingraviert oder eingeätzt.

### Haarlineal

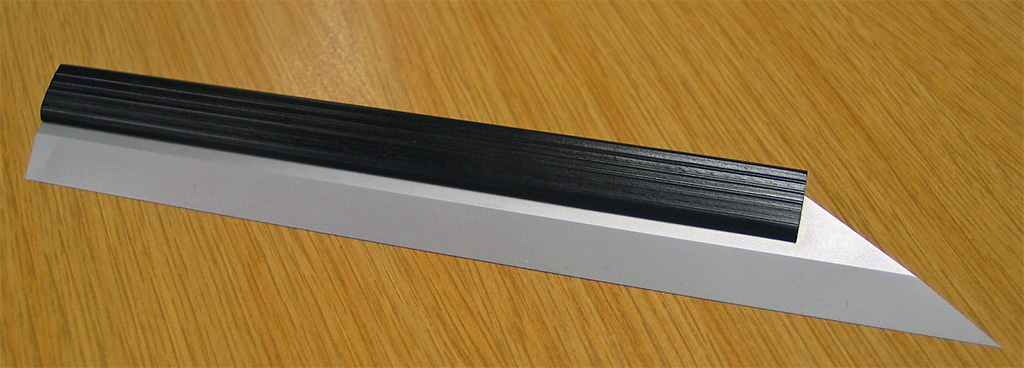
Haarlineal

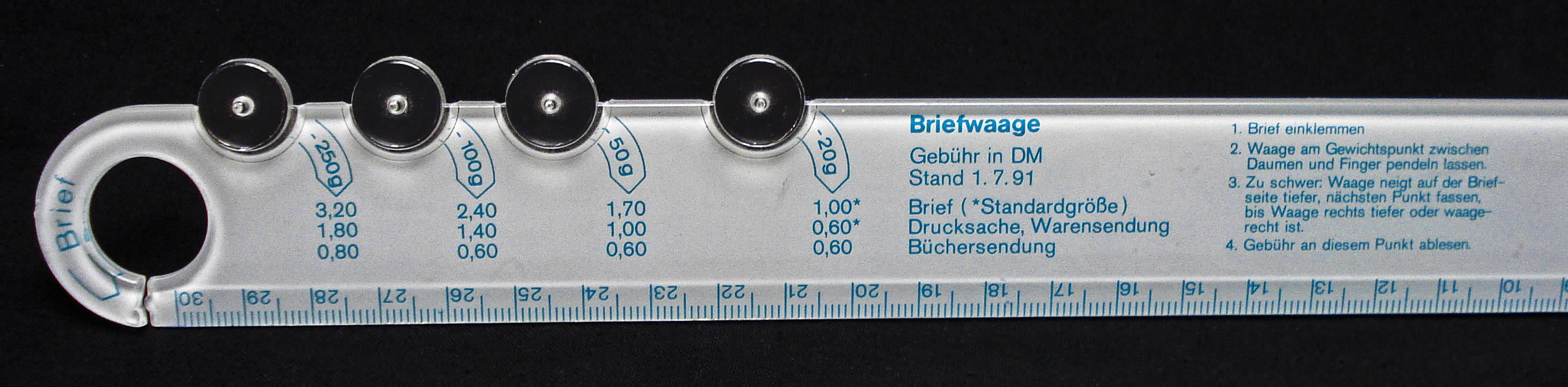
Lineal in Kombination mit einer Briefwaage

Ebenso gibt es in der Metallverarbeitung auch Haarlineale, mit denen man im Lichtspaltverfahren überprüfen kann, wie eben eine Werkstückoberfläche ist. Für den Einsatz in der Industrie werden auch Lineale aus Stahl und Aluminium in verschiedensten Querschnitten hergestellt, die z. B. zum Ausrichten von Maschinenteilen verwendet werden. Diese Lineale haben wie Haarlineale normalerweise keine Skalierung und können daher nicht zur Längenmessung eingesetzt werden.

### Schneidlineal
Darüber hinaus gibt es auch Schneidlineale, die dazu dienen, mit einem Messer oder Skalpell entlang der Linealkanten zu schneiden und dadurch gerade Schnittkanten zu ermöglichen. Schneidlineale sind meistens sehr schwer, damit sie während des Schneidens nicht verrutschen, und werden unter anderem von Architekten, im Modellbau oder in der Buchbinderei eingesetzt.

## Historisch
- Frühe Lineale hatten keine Skalierung, aber eine definierte Länge (z. B. Pachys in Griechenland).
- Noch heute haben einige Lineale ein Loch am Ende, durch welches früher ein Lappen, Tuch oder Schwamm gefädelt werden konnte, um Schiefertafeln zu säubern.